# Wilhelm Stumpenhausen
Heinrich Friedrich Wilhelm Stumpenhausen († 27. September 1950 in Verden) war ein deutscher evangelisch-lutherischer Geistlicher und Landessuperintendent des Sprengels Göttingen-Grubenhagen der Evangelisch-lutherischen Landeskirche Hannovers.

## Leben
Wilhelm Stumpenhausen war zunächst Verwalter des Pfarramts in Bruchhausen (1910 bis 1916) und Diemarden (1916 bis 1926), ehe er als Pastor und Superintendent nach Neustadt am Rübenberge kam. Mit der Reorganisation der landeskirchlichen Verwaltung unter Landesbischof August Marahrens wurde er 1936 erster Landessuperintendent des Sprengels Göttingen-Grubenhagen in Northeim.